# Bothrops
Bothrops é um gênero de serpentes da família Viperidae. Popularmente, as espécies são denominadas de jararacas, cotiaras e urutus. São serpentes peçonhentas, encontradas nas Américas Central e do Sul, sendo importantes causadoras de acidentes com animais peçonhentos no Brasil e nos outros países onde se distribuem, com altas taxas de morbidade e mortalidade. As diferentes espécies apresentam grande variabilidade, principalmente nos padrões de coloração e tamanho, ação da peçonha, dentre outras características. Atualmente, 47 espécies são reconhecidas, mas é consenso dentre os pesquisadores que a taxonomia e sistemática deste grupo está mal resolvida, de modo que novas espécies têm sido descritas, algumas sinonimizadas e entre outros.

## Etimologia
"Jararaca" origina-se do termo tupi yara'raka.

## Descrição
Essas serpentes apresentam grande variação em tamanho, as menores espécies não ultrapassando setenta centímetros e as maiores atingindo cerca de dois metros de comprimento.
O arranjo das escamas no topo da cabeça é extremamente variável; o número de escamas interorbitais pode variar de três a catorze. Usualmente, estão presentes entre sete e nove escamas supralabiais e entre nove e onze sublabiais. Existem entre 21-29 escamas dorsais, 139-240 ventrais e 30-86 subcaudais, que são, geralmente, divididas. Variações nos números de escamas dentro da mesma espécie são muito frequentes.

## Distribuição geográfica
As espécies desse gênero são encontradas do nordeste do México à Argentina. Ocorrem nas ilhas de Santa Lúcia e Martinica nas Antilhas, assim como nas pequenas ilhas da Queimada Grande, Alcatrazes e Vitória, no litoral do estado de São Paulo, no Brasil.

## Comportamento
A maioria das espécies é noturna, embora haja algumas diurnas nas altas altitudes. A maior parte das espécies é terrestre, mas não é incomum encontrar algumas espécies em arbustos e árvores pequenas, especialmente os indivíduos mais jovens. Uma espécie em particular, a Bothrops insularis, a jararaca-ilhoa da Ilha da Queimada Grande, parece ser frequentemente encontradas em árvores a maior parte do tempo.

## Peçonha e epidemiologia dos acidentes ofídicos
As espécies deste gênero são as maiores responsáveis por acidentes ofídicos nas Américas, assim como por mortalidade. Quanto a isto, as espécies mais importantes são B. asper (Peru, Colômbia e Venezuela), B. atrox (Amazônia Brasileira) e B. jararaca (centro-sul do Brasil). Sem tratamento, a taxa de mortalidade é estimada em sete por cento, mas, com uso de soro antiofídico e tratamentos de suporte, esta taxa é reduzida para entre 0,5 e três por cento.
O veneno deste gênero apresenta forma ação proteolítica, tipicamente provocando necrose e inchaço que pode comprometer o membro atingido, tontura, náusea, vômitos entre outros sintomas.
Em geral, a morte resulta da hipotensão provocada pela hipovolemia, falência renal e hemorragia intracraniana. Complicações frequentes incluem comprometimento do membro e falência renal.
A partir de estudos do farmacologista brasileiro Sérgio Henrique Ferreira, da Faculdade de Medicina de Ribeirão Preto, com o veneno da Bothrops jararaca, foi desenvolvido o Captopril, um dos medicamentos mais utilizados para tratamento de hipertensão.

## Nomenclatura e taxonomia

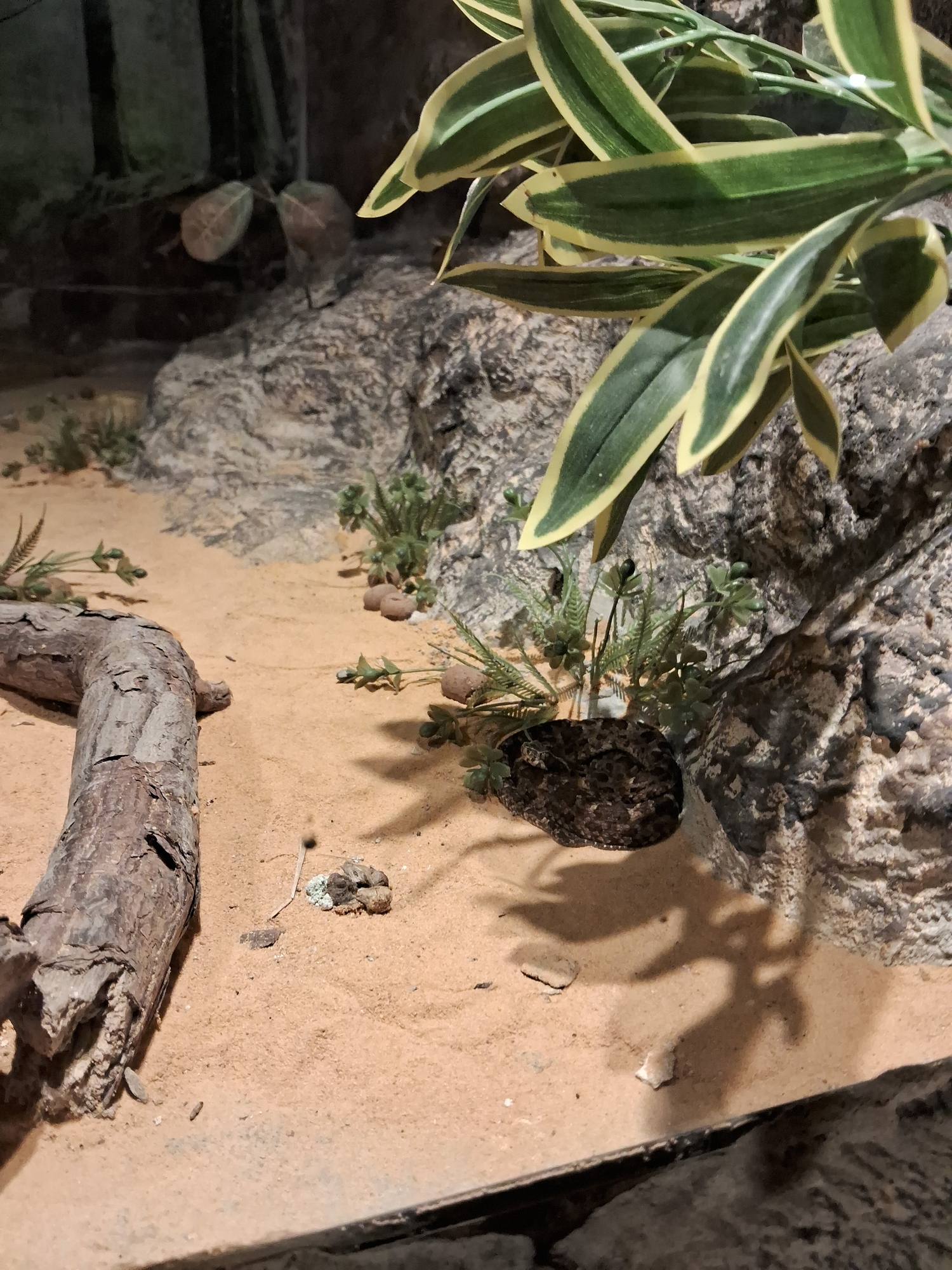
Bothrops erythromelas em cativeiro

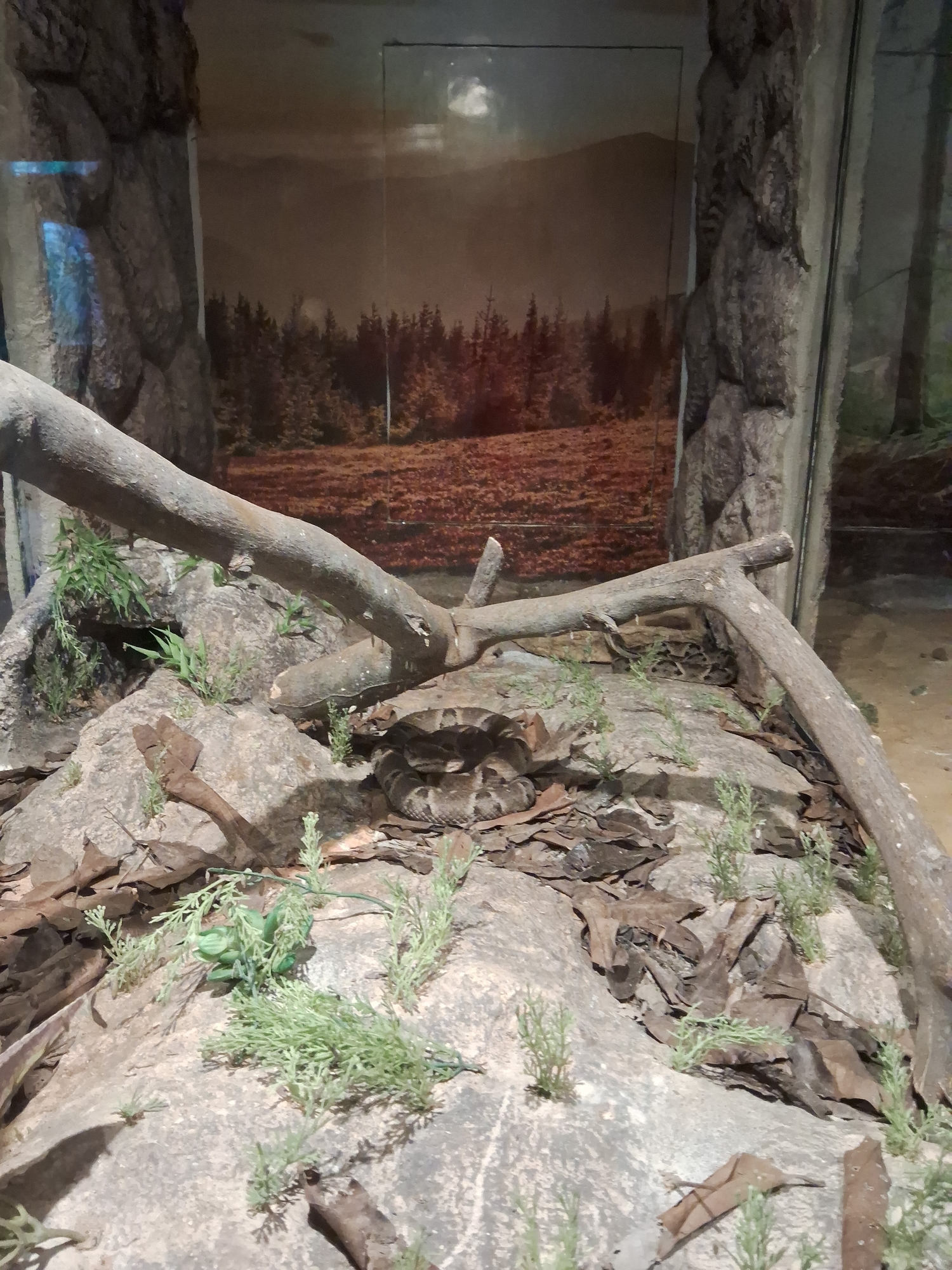
Bothrops moojeni em cativeiro

O gênero foi descrito por Johann Georg Wagler em 1834.
Estudos moleculares da década de 2000 demonstraram que o gênero Bothrops no sentido tradicional era parafilético, sendo subdividido em até cinco gêneros distintos: Bothrops, Bothriopsis, Bothrocophias, Bothropoides e Rhinocerophis. Em 2010, um estudo rejeitou o uso de Rhinocerophis por falta de caracteres morfológicos exclusivos. Em 2012, um novo estudo molecular mais abrangente demonstrou que o Bothrops sensu stricto continuava sendo parafilético e retificou o arranjo taxonômico mantendo o gênero Bothrocophias como distinto, e sinonimizando Rhinocerophis, Bothriopsis e Bothropoides com Bothrops.
Espécies reconhecidas:
- Bothrops alcatraz Marques, 2002
- Bothrops alternatus Duméril, Bibron & Duméril, 1854
- Bothrops ammodytoides Leybold, 1873
- Bothrops andianus Amaral, 1923
- Bothrops asper (Garman, 1883)
- Bothrops atrox (Linnaeus, 1758)
- Bothrops ayerbei Folleco-Fernández, 2010
- Bothrops barnetti Parker, 1938
- Bothrops bilineata (Wied-Neuwied, 1825)
- Bothrops brazili Amaral, 1923
- Bothrops caribbaeus (Garman, 1887)
- Bothrops chloromelas Boulenger, 1912
- Bothrops colombiensis (Hallowell, 1845)
- Bothrops cotiara (Gomes, 1913)
- Bothrops diporus Cope, 1862
- Bothrops erythromelas Amaral, 1923
- Bothrops fonsecai (Hoge & Belluomini, 1959)
- Bothrops insularis (Amaral, 1921)
- Bothrops isabelae Sandner Montilla, 1979
- Bothrops itapetiningae (Boulenger, 1907)
- Bothrops jararaca (Wied-Neuwied, 1824)
- Bothrops jararacussu Lacerda, 1884
- Bothrops jonathani Harvey, 1994
- Bothrops lanceolatus (Bonnaterre, 1790)
- Bothrops leucurus Wagler, 1824
- Bothrops lojanus Parker, 1930
- Bothrops lutzi (Miranda-Ribeiro, 1915)
- Bothrops marajoensis Hoge, 1966
- Bothrops marmoratus Da Silva & Rodrigues, 2008
- Bothrops mattogrossensis Amaral, 1925
- Bothrops medusa Sternfeld, 1920
- Bothrops moojeni Hoge, 1966
- Bothrops muriciensis Ferrarezzi, 2001
- Bothrops neuwiedi Wagler, 1824
- Bothrops oligolepis Werner, 1901
- Bothrops osbornei Freire-Lascano, 1991
- Bothrops otavioi Barbo, Grazziotin, Sazima, Martins & Sawaya, 2012
- Bothrops pauloensis Amaral, 1925
- Bothrops pictus (Tschudi, 1845)
- Bothrops pirajai Amaral, 1923
- Bothrops pubescens Cope, 1870
- Bothrops pulchra Peters, 1862
- Bothrops punctatus (Garcia, 1896)
- Bothrops rhombeatus Garcia, 1896
- Bothrops sanctaecrucis Hoge, 1966
- Bothrops taeniatus (Wagler, 1824)
- Bothrops venezuelensis Sandner-Montilla, 1952